# العلاقات الأفغانية الكورية الجنوبية
العلاقات ثنائية بين كوريا الجنوبية وأفغانستان بدأت سنة 1973. كوريا الجنوبية مشتركة الآن في مساعدة تحسين أفغانستان من سنوات من الحرب الأهلية. لدى كوريا الجنوبية سفارة في كابول. ولدى أفغانستان سفارة في سول منذ 2004.

## روابط خارجية
- سفارة كوريا الجنوبية إلى أفغانستان - موقع
- سفارة أفغانستان إلى كوريا الجنوبية - موقع